# The Staple Singers
The Staple Singers sono stati un gruppo musicale statunitense di gospel, soul e R&B. Fu Roebuck "Pops" Staples (1914-2000), il patriarca della famiglia, formò il gruppo insieme ai figli Cleotha (1934-2013), Pervis (1935), Yvonne (1936-2018) e Mavis (1939). Yvonne sostituì suo fratello quando fu arruolato nell'Esercito degli Stati Uniti, e di nuovo nel 1970. Il gruppo è assai conosciuto soprattutto negli Stati Uniti per hit degli anni settanta come I'll Take You There che raggiunge la prima posizione nella Billboard Hot 100, Respect Yourself e Let's Do It Again che nel 1975 arriva prima nella Billboard Hot 100.
Mentre il cognome di famiglia è "Staples", il gruppo ha utilizzato la forma singolare per il suo nome, "The Staple Singers".

## Storia del gruppo

### Carriera
Roebuck si spostò da Mississippi a Chicago dopo il matrimonio, e lavorò nelle acciaierie e negli impianti di imballaggio. La loro prima apparizione pubblica fu alla chiesa di Mount Zion a Chicago dove il fratello di Roebuck, il reverendo Chester Staples, era parroco. Hanno firmato il loro primo contratto nel 1952, nel corso della loro carriera hanno registrato seguendo uno stile gospel-folk acustico con varie Etichette: United Records, Vee-Jay Records, (la loro "Uncloudy Day" e "Will The Circle Be Unbroken" sono stati i più venduti), Checker Records, Riverside Records,  e la Epic Records nel 1965. "Uncloudy Day" ha avuto influenza nello stile iniziale di Bob Dylan.
È stato con la Epic nel 1967 che gli Staple Singers hanno sviluppato uno stile più accessibile al grande pubblico, con: Why? (Am I Treated So Bad) e For What It's Worth. Nel 1968, firmano con l'etichetta Stax Records pubblicando due album con Steve Cropper (Soul Folk in Action e We'll Get Over). Dopo che Steve Cropper lasciò la Stax, Al Bell produsse le loro registrazioni, conducendo dei rhythm sessions al famoso Muscle Shoals Sound Studio e tagliado delle sovraincisioni all'Ardent Studios a memphis muovendosi in una direzione ancora più Funk e Soul.
Il primo hit con la stax è stato il brano Heavy Makes You Happy (Sha-Na-Boom-Boom) nei primi mesi del 1971. Verso la fine del 1971 registrarono Respect Yourself, brano scritto da Luther Ingram e Mack Rice, raggiungendo la seconda posizione della Billboard R & B chart e la dodicesima posizione della Billboard Hot 100 vendendo entrambi oltre un milione di copie, e ricevendo un disco d'oro dalla RIAA Nel 1972 I'll Take You There arriva prima in entrambe le classifiche della Billboard. Nel 1973 If You're Ready (Come Go with Me) ha raggiunto il nono posto della Billboard Hot 100 e prima nella classifica R&B.
Dopo il fallimento della casa discografica Stax nel 1975, il quartetto firma con l'etichetta di Curtis Mayfield, Cla Curtom Records producendo Let's Do It Again, il brano divenne il loro secondo numero 1 negli Stati Uniti e anche l'album è stato un successo. Nel 1976, hanno collaborato con i The Band per il loro film L'ultimo valzer (The Last Waltz), tuttavia, non sono stati in grado di recuperare il loro slancio, pubblicando solo occasionali colpi minori. Il loro album del 1984 Turning Point ha caratterizzato il loro ultimo Top 40 hit, con una cover degli Talking Heads Slippery People (raggiungendo anche la top 5). Nel 1994, hanno ancora una volta eseguito il brano "The Weight" con Marty Stuart. La canzone Respect Yourself è stato utilizzato da Spike Lee come colonna sonora per il suo film Crooklyn, realizzato nel 1994.
Nel 1999, il gruppo è stato inserito nella Rock and Roll Hall of Fame. Pops Staples morì per complicazioni causati da una commozione cerebrale subita nel dicembre 2000. Nel 2005, è stato assegnato al gruppo il Grammy Lifetime Achievement Award. Mavis ha continuato a portare avanti la tradizione di famiglia e presta il suo talento vocale sia per i progetti di altri artisti e sia per le proprie iniziative da solista. Cleotha Staples morì a Chicago il 21 febbraio 2013, dopo aver sofferto di Alzheimer da oltre un decennio
Pervis Staples è morto nella sua casa di Dolton, Illinois, il 6 maggio 2021, all'età di 85 anni.

## Discografia

### Album in studio
- 1971 - The Staple Swingers
- 1972 - Be Altitude: Respect Yourself
- 1973 - Be What You Are
- 1974 - City in the Sky
- 1975 - Let's Do It Again
- 1976 - Pass It On
- 1977 - Family tree
- 1978 - Unlock Your Mind
- 1984 - Turning Point

### Singoli
- 1967 - Why? (Am I Treated So Bad)
- 1967 - For What It's Worth
- 1970 - Love Is Plentiful
- 1971 - Heavy Makes You Happy (Sha-Na-Boom Boom)
- 1971 - You've Got to Earn It
- 1971 - Respect Yourself
- 1972 - I'll Take You There
- 1972 - This World
- 1973 - Oh La De Da
- 1973 - Be What You Are
- 1973 - If You're Ready (Come Go with Me)
- 1974 - Touch a Hand, Make a Friend
- 1974 - City in the Sky
- 1974 - My Main Man
- 1975 - Let's Do It Again
- 1976 - New Orleans
- 1976 - Love Me, Love Me, Love Me
- 1977 - Sweeter Than the Sweet
- 1977 - See a Little Further (Than My Bed)
- 1978 - I Honestly Love You
- 1978 - Unlock Your Mind
- 1979 - Chica Boom
- 1984 - H-A-T-E (Don't Live Here Anymore)
- 1984 - Slippery People
- 1984 - This Is Our Night
- 1985 - Are You Ready?
- 1985 - Nobody Can Make It on Their Own